# Monumentalgräber in Elif, Hisar und Hasanoğlu
Die römischen Monumentalgräber von Elif, Hisar und Hasanoğlu liegen im Landkreis Araban der türkischen Provinz Gaziantep.
Die Gräber liegen an der römischen Heerstraße, die am Euphrat entlang von Zeugma nach Samosata führte, an dem Abschnitt zwischen der Brücke bei Rum Kalesi über den antiken Marsias (heute Bozatlı Çay) und der, die den Karasu überquerte. Sie sind am Übergang vom zweiten zum dritten Jahrhundert n. Chr. entstanden.
Alle drei Bauten ruhen auf einem übermannshohen quadratischen Sockel aus kolossalen Steinquadern, der über einen Eingang zur darin liegenden Grabkammer verfügt. Das Monument von Elif (37° 22′ 35″ N, 37° 52′ 54″ O) ist darauf bis zu einer Höhe von etwa zehn Metern gemauert, zwei gegenüberliegende Seiten sind von einer Tür unterbrochen, die beiden anderen von einem hohen Bogen, an den Ecken befinden sich Säulen, die oben von Akanthusmotiven abgeschlossen werden. vom Dach sind nur noch Gewölbebögen erhalten. Der ebenfalls zehn Meter hohe Grabbau von Hisar (37° 23′ 7″ N, 37° 54′ 55″ O) hat keine geschlossenen Wände, sondern nur vier Ecksäulen auf einer überstehenden Plattform, die mit Vorsprüngen (Risaliten) gegliedert sind und auch mit einem Akanthus abschließen. Darauf ruht das durchhängende Pyramidendach, das wiederum von einem Akanthuswürfel gekrönt ist. Den oberen Abschluss bildete ursprünglich eine Säule, die heute im Museum von Gaziantep ausgestellt ist. Von dem Mausoleum in Hasanoğlu (37° 23′ 4″ N, 37° 51′ 15″ O) sind außer dem Unterbau nur noch zwei zusammenhängende Seiten erhalten mit quadratischen, kannelierten Säulen an den Ecken. Die Wände sind von Rundbögen durchbrochen, die auf ebensolchen Säulen mit Akanthusmotiven stehen.

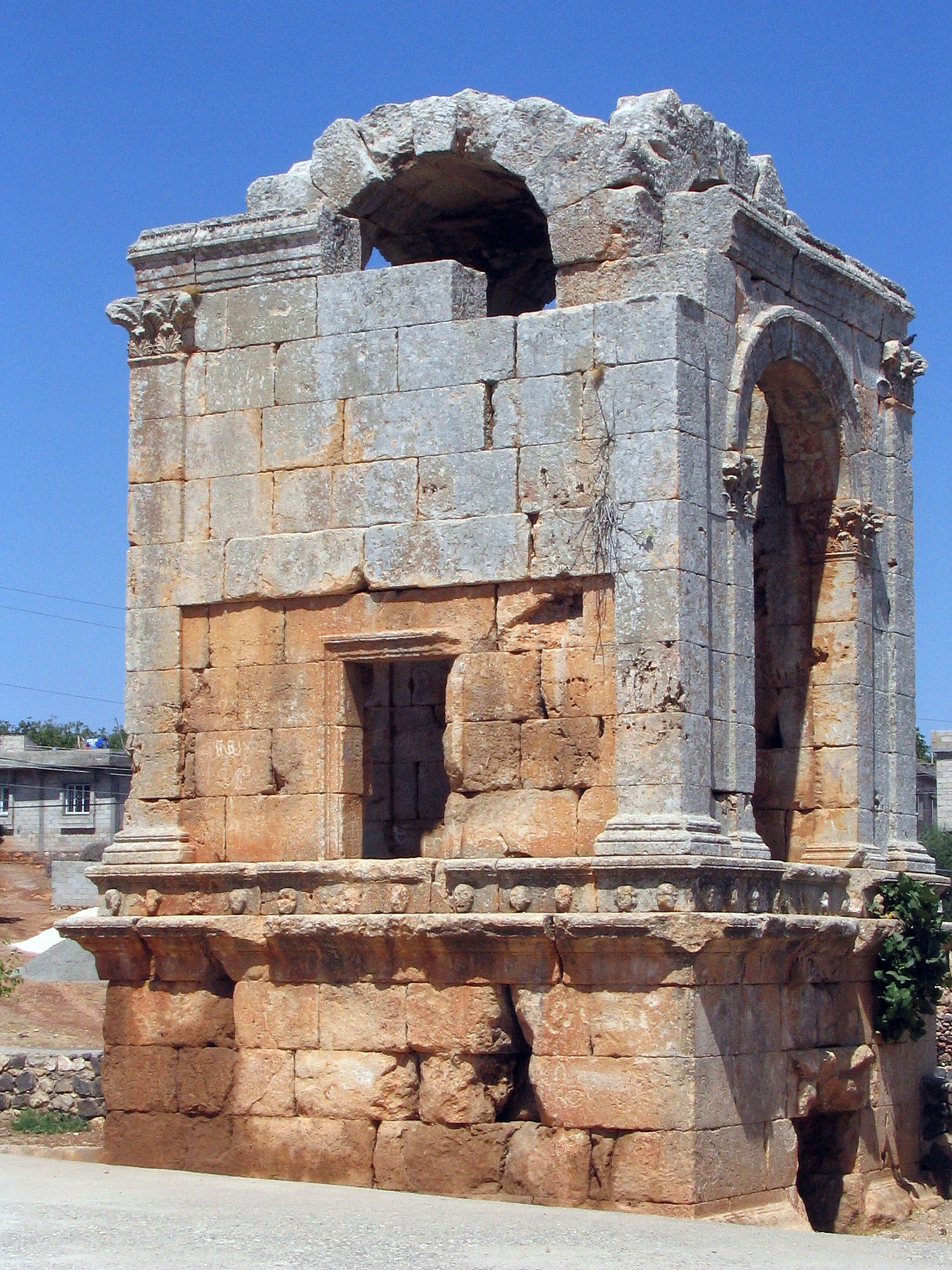
Elif
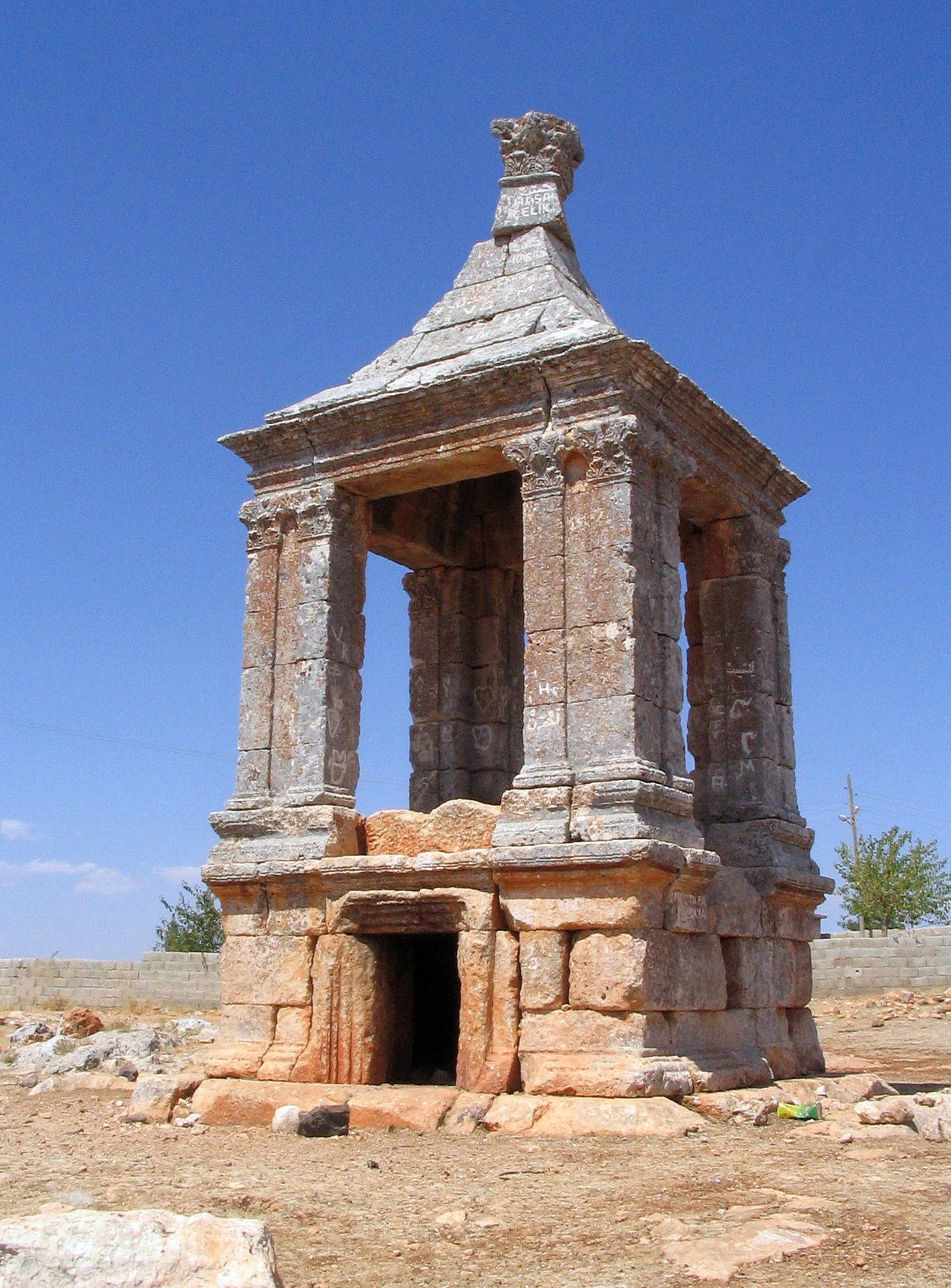
Hisar
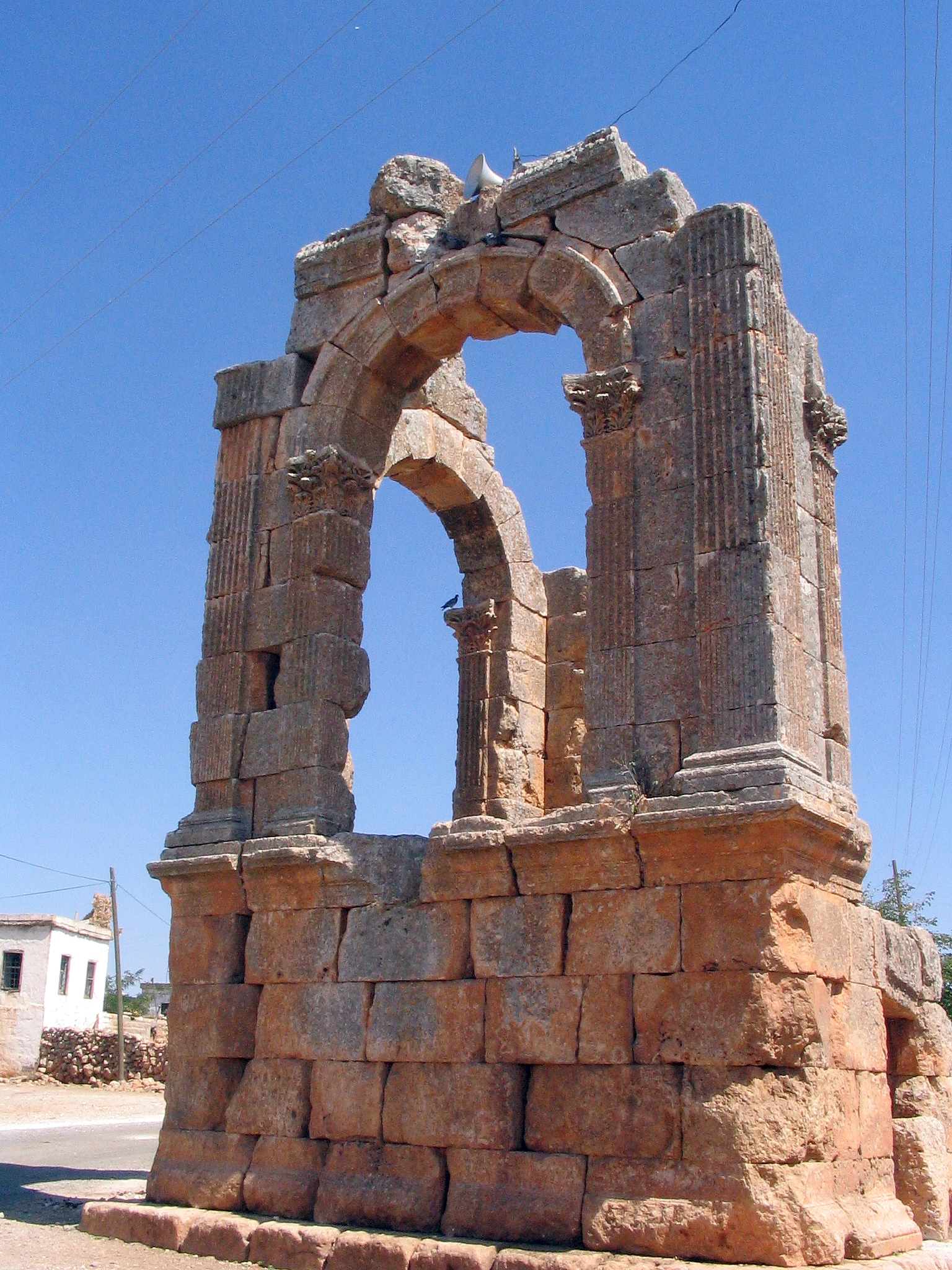
Hasanoğlu